# アオノミライ
『アオノミライ』は、日本のロックバンド・BREAKERZが2008年4月2日にZAIN RECORDSから発売した1枚目のミニアルバムである。

## 内容
前作『CRASH & BUILD』から4か月ぶりにして、初のミニアルバム。
今作で初めてSHINPEIが作曲を手掛けた楽曲が収録された。

## 収録曲
| 全編曲: BREAKERZ。 |                      |         |         |
| #                  | タイトル             | 作詞    | 作曲    |
| 1.                 | 「アオノミライ」     | DAIGO   | SHINPEI |
| 2.                 | 「カナシミDays」     | AKIHIDE | AKIHIDE |
| 3.                 | 「Crystal Night」    | DAIGO   | DAIGO   |
| 4.                 | 「ポジティブブルー」 | AKIHIDE | AKIHIDE |
| 5.                 | 「君の声が聴こえる」 | DAIGO   | DAIGO   |
| 6.                 | 「FAKE LOVE」        | DAIGO   | AKIHIDE |
| 7.                 | 「DESTROY CRASHER」  | DAIGO   | SHINPEI |

### 解説
1. アオノミライ
ミュージッククリップが制作されており、後に3rdアルバム『BIG BANG!』の初回限定盤Bに収録された。
後にコンピレーションアルバム『B.R.Z ACOUSTIC』にアコースティックバージョンが制作収録され、原曲としてはベストアルバム『BREAKERZ BEST 〜SINGLE COLLECTION〜』にも収録された。
2. カナシミDays
3. Crystal Night
4. ポジティブブルー
5. 君の声が聴こえる
後にシングル「RUSTY HEARTS」にアコースティックバージョンが制作収録された。
6. FAKE LOVE
後にシングル「BUNNY LOVE/REAL LOVE 2010」にアコースティックバージョンが制作収録され[1][2]、ベストアルバム『BREAKERZ BEST 〜SINGLE COLLECTION〜』に再録して収録された[3]。
7. DESTROY CRASHER
後にベストアルバム『BREAKERZ BEST 〜SINGLE COLLECTION〜』に再録して収録された[3]。

## 参加ミュージシャン
BREAKERZ
- DAIGO：Vocal & Chorus
- AKIHIDE：Guitar & Chorus、Synth Programming
- SHINPEI：Guitar & Chorus、Synth Programming

Support Musician
- 黒瀬蛙一：Drums (全曲)
- 満園庄太郎：Electric Bass (全曲)

## タイアップ
- TBS系列バラエティ番組『アナCAN』2008年4月度エンディングテーマ (#1)
- 日本テレビ系列情報番組『THE・サンデー』エンディングテーマ (#4)